# 283057 Casteldipiazza
283057 Casteldipiazza este un asteroid din centura principală, descoperit pe 24 iulie 2008, de Giancarlo Fagioli și Luciano Tesi.